# Juan de Ayolas
Juan de Ayolas (zm. ok. 1538 w Paragwaju) – hiszpański konkwistador w Ameryce Południowej.

## Życiorys
Był zastępcą Pedro de Mendozy podczas jego wyprawy z Hiszpanii do Río de la Plata w Ameryce Południowej w latach 1535–1537. Prawdopodobnie w roku 1536 podjął, na rozkaz Mendozy, wyprawę z okolic dzisiejszego Buenos Aires w głąb estuarium la Platy w poszukiwaniu srebra i złota, o czym donosił w swym raporcie żeglarz angielski Sebastian Cabot. Płynąc na północny wschód dotarł do rzeki Paraná zakładając na jej brzegu osadę Corpus Christi. Następnie posuwał się w górę rzeki aż do ujścia Pilcomayo, gdzie zostawił część uczestników wyprawy, by penetrować z kolei bieg rzeki Paragwaj poszukując dogodnego połączenia z Peru. W trakcie podróży otrzymał od Indian Guaraní nieco złota, co rozpaliło wyobraźnię Hiszpanów, choć przypuszczalnie było to złoto pochodzenia inkaskiego z podnóża Andów.
Ayolas, któremu w początkowym etapie podróży towarzyszył Domingo Martínez de Irala, spenetrował wnętrze kontynentu docierając aż do Gran Chaco (lub też do północnej części wyżyny – Chaco Boreal w dzisiejszym Paragwaju i północnej Argentynie i do Kordyliery Wschodniej w Andach Centralnych. Po poniesieniu znacznych strat w walkach z Indianami i wobec braków w zaopatrzeniu zmuszony był zawrócić.
Prawdopodobnie na początku roku 1538 Ayolas i wszyscy jego ludzie zginęli w starciu z Indianami w pobliżu dzisiejszego  Asunción, gdzie wcześniej założył osadę Santa Maria de Asunción. Tam też dotarł ze spóźnioną odsieczą (czekał od roku 1537 u ujścia Pilcomayo) Martínez de Irala, ale nie zastał już nikogo przy życiu.
Wyprawa Juana de Ayolasa przyczyniła się do poznania biegu rzek tworzących estuarium Rio de la Plata i do postępującego osadnictwa hiszpańskiego w tym rejonie.
Jego imieniem nazwano port lotniczy Juan De Ayolas w miejscowości Ayolas.